# Demon Lord 2099
Demon Lord 2099 (魔王2099, Maō 2099) est une série de light novel écrite par Daigo Murasaki et illustrée par Kureta. Elle est publiée au Japon depuis janvier 2021 par Fujimi Fantasia Bunko (ja) de l'éditeur Fujimi Shobo. Une adaptation manga illustrée par 	Kiiro Akashiro, est prépubliée dans le Shōnen Ace Plus publiée de novembre 2021 à juin 2022. Un second manga adapté par Yutaka Sakurai est prépublié depuis mars 2023. Une adaptation en série télévisée d'animation produite par le studio J. C. Staff est diffusée d'octobre 2024 à décembre 2024.

## Synopsis
Dans le monde magique et fantastique d'Alneath, le redoutable Seigneur Démon Veltol Velvet Velsvalt a été tué au combat par le héros nommé Gram. 500 ans plus tard, son subordonné Machina Soleige utilise la magie pour faire revivre son seigneur. Cependant, pendant son absence, Alneath a subi une catastrophe connue sous le nom de « Fantasion » lorsqu'elle a fusionné avec le monde industriel de la Terre en 2023. Cela a entraîné des préjugés entre les différentes races, l'effondrement des frontières nationales et des guerres entre les villes nouvellement établies. Après plusieurs guerres, une paix relative débuta et la magie d'Alneath fut combinée avec l'industrie terrestre pour créer une ingénierie magique connue sous le nom d'« ingénierie ». Veltol est relancé en 2099 dans la cité-état de Shinjuku (anciennement Tokyo), et avec Machina et son ami hacker Takahashi, il tente de retrouver son pouvoir et de tenter à nouveau de dominer le monde.

## Personnages
Veltol Velvet Velsvalt (ベルトール＝ベルベット・ベールシュバルト, Berutōru Berubetto Bērushubaruto)
Voix japonaise : Satoshi Hino (ja)
Machina Soleige (マキナ＝ソレージュ, Makina Sorēju)
Voix japonaise : Miku Itō
Takahashi (高橋)
Voix japonaise : Hana Hishikawa (ja)
Gram (グラム, Guramu)
Voix japonaise : Daisuke Namikawa
Marcus (マルキュス, Marukyusu)
Voix japonaise : Masaya Matsukaze (ja)
Kinohara (木ノ原)
Voix japonaise : Shizuka Itō

## Light novel
La série est écrite par Daigo Murasaki et illustrée par Kureta. La série est publiée sur le magazine Fujimi Fantasia Bunko (ja) de l'éditeur Fujimi Shobo. Le 20 novembre 2024, la série a un total de 5 tomes.

### Liste des volumes
| no | Japonais         | Japonais          |
| no | Date de sortie   | ISBN              |
| -- | ---------------- | ----------------- |
| 1  | 20 janvier 2021  | 978-4-04-073958-8 |
| 2  | 20 avril 2021    | 978-4-04-073963-2 |
| 3  | 20 juin 2023     | 978-4-04-075010-1 |
| 4  | 19 octobre 2023  | 978-4-04-075668-4 |
| 5  | 20 novembre 2024 | 978-4-04-075669-1 |

## Manga
La série a deux adaptations en manga. La première série, illustrée par  Kiiro Akashiro, est publiée sur le site en ligne Shōnen Ace Plus de l'éditeur Kadokawa Shoten depuis le 5 novembre 2021 et s'est terminé le 24 juin 2022 avant d'être retirée du site pour des raisons inconnues. La deuxième série, illustrée par  Yutaka Sakurai, est publiée sur le même site à partir du 22 mars 2023. Un premier volume format tankōbon est sorti le 26 octobre 2023; 3 volumes sont sortis le 25 septembre 2024.

### Liste des volumes
| no | Japonais          | Japonais          |
| no | Date de sortie    | ISBN              |
| -- | ----------------- | ----------------- |
| 1  | 26 octobre 2023   | 978-4-04-114247-9 |
| 2  | 26 mars 2024      | 978-4-04-114761-0 |
| 3  | 25 septembre 2024 | 978-4-04-115392-5 |

## Anime
Une adaptation en anime est annoncée le 25 mars 2023 par Aniplex de AnimeJapan. La série est animée par le studio J. C. Staff et réalisée par Ryo Ando, avec Yūichirō Momose en tant que scénariste. Ryousuke Tanigawa s'occupant du design des personnages et Tatsuya Kato (ja) composant la musique de la série,. La série est du 13 octobre 2024 au 29 décembre 2024 sur la chaîne japonaise Tokyo MX et d'autres chaînes japonaises,,,. En France, la série est licenciée par Crunchyroll.
Shiyui (ja) interprète le générique de début intitulé Hollow, tandis que sekai interprète le générique de fin intitulé Spira.

### Liste des épisodes
| No | Titre français                                    | Titre japonais                           | Titre japonais                                        | Date de 1re diffusion |
| No | Titre français                                    | Kanji                                    | Rōmaji                                                | Date de 1re diffusion |
| -- | ------------------------------------------------- | ---------------------------------------- | ----------------------------------------------------- | --------------------- |
| 1  | Cyberpunk City Shinjuku                           | 電子荒廃都市・新宿                       | Denshi Kōhaitoshi・Shinjuku                           | 13 octobre 2024       |
| 2  | Le roi-démon et ses vassaux                       | 魔王と臣下                               | Maō to shinka                                         | 20 octobre 2024       |
| 3  | Premier stream, le retour en force du roi-démon ! | 【初配信】魔王ベルトール復活の時である！ | [Hatsu Haishin] Maō berutōru fukkatsu no toki de aru! | 27 octobre 2024       |
| 4  | Les ombres de Shinjuku                            | 新宿市の影                               | Shinjuku-shi no kage                                  | 3 novembre 2024       |
| 5  | Les profondeurs du creuset                        | 坩堝の底                                 | Rutsubo no soko                                       | 10 novembre 2024      |
| 6  | La Bataille du Héros                              | 勇者の戦い                               | Yūsha no tatakai                                      | 17 novembre 2024      |
| 7  | La résurrection du Roi-démon                      | 魔王再誕                                 | Maō saitan                                            | 24 novembre 2024      |
| 8  | Akihabara, la ville cybermagique                  | 電腦魔導都市・秋葉原                     | Saibā majikku shitī Akihabara                         | 1er décembre 2024     |
| 9  | L’élève médiocre et l’étudiant étranger           | 劣等生と留学生                           | Rettō-sei to ryūgakusei                               | 8 décembre 2024       |
| 10 | Les trois grandes familles d'Akihabara            | 秋葉原御三家                             | Akihabara gosanke                                     | 15 décembre 2024      |
| 11 | La réincarnation de la déesse                     | 女神降ろし                               | Megami oroshi                                         | 22 décembre 2024      |
| 12 | Le retour du roi                                  | 還帰の王                                 | Kaeki no ō                                            | 29 décembre 2024      |

## Réception
Demon Lord 2099 gagne la 33e édition du Fantasia Grand Prize.

### Annotations
1. ↑  Les titres français de l'adaptation en anime proviennent de Crunchyroll.

### Œuvres
Édition japonaise
Demon Lord 2099 novel
1. 1 2 3  (ja) « 魔王２０９９ ５.魔王降誕都市・渋谷 », sur hanmoto (consulté le 22 décembre 2024).
2. 1 2  (ja) « 魔王２０９９ １.電子荒廃都市・新宿 », sur hanmoto (consulté le 22 décembre 2024).
3. 1 2  (ja) « 魔王２０９９ ２.電脳魔導都市・秋葉原 », sur hanmoto (consulté le 22 décembre 2024).
4. 1 2  (ja) « 魔王２０９９ ３.楽園監獄都市・横浜 », sur hanmoto (consulté le 22 décembre 2024).
5. 1 2  (ja) « 魔王２０９９ ４.終極防衛都市・ワシントン », sur hanmoto (consulté le 22 décembre 2024).

Demon Lord 2099 Manga
1. 1 2 3  (ja) « ライアー・ライアー　１ », sur Kadokawa Shoten (consulté le 24 décembre 2024).
2. 1 2  (ja) « ライアー・ライアー　2 », sur Kadokawa Shoten (consulté le 24 décembre 2024).
3. 1 2  (ja) « ライアー・ライアー　3 », sur Kadokawa Shoten (consulté le 24 décembre 2024).